# Djevojačko groblje
Djevojačko groblje je nekropola stećaka. Nalazi se uz staru rimsku i poslije karavansku cestu. Makadamski put vodi od Morina do Kalinovika. Susjedne nekropole stećaka su poznato Svatovsko groblje južno niz cestu, a sjeverno cestom je Kopano groblje.
Vrlo blizu obližnjeg Svatovskog groblja je lokacija Majdani. Na njoj se vadio kamen za stećke. Ostali su do danas veliki neobrađeni blokovi kamena koji nisu dospjeli do konačnog proizvoda, možda jer naručitelju li majstoru nisu odgovarali, ili su pripremljeni blokovi ostali, a bogumilski naručitelji i majstori nestali.

## Vanjske poveznice
- Župa Nevesinje Svatovsko groblje